# Swietłana Jaroszewicz
Swietłana Jaroszewicz (ros. Светлана Ярошевич; ur. 28 stycznia 1978) – rosyjska, a od 2003 roku kazachska zapaśniczka walcząca w stylu wolnym. Zajęła czwarte miejsce na mistrzostwach świata w 2001. Mistrzyni Azji w 2003. Siódma w Pucharze Świata w 2001. Wicemistrzyni świata juniorów w 1998 i  Europy w 1995, a trzecia w 1996 roku.
W 2003 roku uległa wypadkowi samochodowemu. Startuje w maratonach na wózkach. Wystąpiła na Zimowych Igrzyskach Paraolimpijskich w 2010 w biathlonie na wózkach i biegach narciarskich.